# 栄村 (山形県西田川郡)
栄村（さかえむら）は、山形県西田川郡にあった村。現在の鶴岡市中心部の北方、赤川左岸にあたる。

## 地理
- 河川：赤川

### 隣接していた自治体
- 鶴岡市
- 西田川郡：東郷村・西郷村・京田村
- 東田川郡：横山村

このうち、東郷村と横山村は、1955年1月1日に合併して三川村となっている。

## 歴史
- 1876年（明治9年）
  - 4月15日 - 本郷村が本田村に改称する[1]。
  - 12月11日 - 播磨京田村と野中新田村が合併して播磨村に、菖蒲沼村と新興屋村が合併して平田村となる[1]。
- 1889年（明治22年）4月1日 - 町村制の施行により、小京田村、本田村、播磨村、中京田村、平田村、湯野沢村の区域をもって栄村発足[2]。
- 1955年（昭和30年）4月1日 - 鶴岡市に編入し、同日栄村廃止[3]。

## 人口
1950年国勢調査による。
- 世帯数：261戸
- 人口：1,919人
- 人口密度：235人/km2
- 男女比：女性100人に対し男性95.2人

## 村長
- 工藤掃部[5]
- 斎藤金吾 - 1893年就任[6]
- 須田治兵衛[5]

## 産業
主な産業は農業であった。農業戸数は1953年時点で214戸、うち専業農家は182戸であった。米の年間収穫高は1939年で544,530円であった。

## 教育

### 小学校
1953年時点
- 学校数：1校
- 学級数：6組
- 児童数：222人

### 中学校
1953年時点
- 学校数：1校
- 学級数：4組
- 生徒数：120人

### 図書館
- 栄村図書館[10]